# 100 mm armata przeciwlotnicza KS-19
100 mm armata KS–19 – holowana armata przeciwlotnicza konstrukcji radzieckiej.
Podczas strzelania z armaty używa się nabojów scalonych z pociskiem odłamkowym, odłamkowo–burzącym o masie 15,6 kg oraz przeciwpancerno-smugowym o masie 15,88 kg.

## Użytkownicy
Aktualni użytkownicy:
- Iran[2]
- Jemen
- Mauretania – 12
- Nikaragua – 18
- Kambodża – 50
- Korea Północna[3]
- Kuba
- Rosja
- Rumunia[4]
- Syria – około 100[3]
- Wietnam[3]

Byli użytkownicy:
- Afganistan
- Albania
- Algieria
- Bułgaria
- Chiny – produkowane jako Typ 59
- Czechosłowacja
- Egipt
- Gwinea
- Irak – wszystkie zniszczone podczas I wojny w zatoce Perskiej
- Kazachstan
- Polska – Wycofane pod koniec lat 50. (informacja z tabliczki z Muzeum Wojska Polskiego).
- Maroko
- Somalia – wszystkie zniszczone podczas somalijskiej wojny domowej
- Sudan
- Węgry
- Wietnam Północny[3]
- ZSRR